# Olej głubczycki rzepakowy tłoczony na zimno

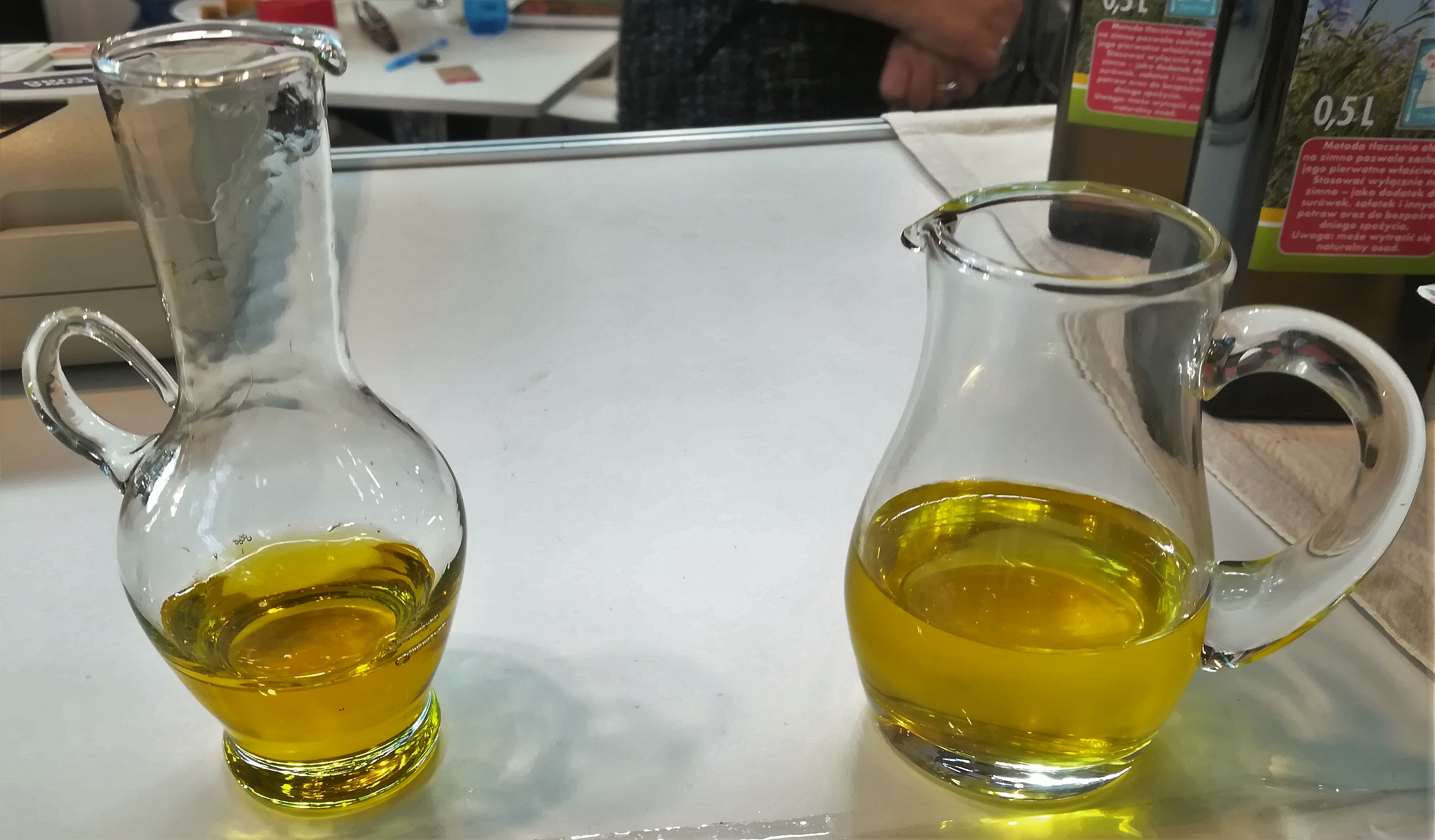
Oleje głubczyckie na targach Smaki Regionów w Poznaniu (2018)

Olej głubczycki rzepakowy tłoczony na zimno – polski olej rzepakowy tłoczony na zimno charakterystyczny dla Płaskowyżu Głubczyckiego (województwo opolskie). 14 kwietnia 2011 został wpisany na listę produktów tradycyjnych.

## Historia
Występujące w rejonie Prudnika, Głubczyc i Raciborza żyzne gleby, korzystny klimat i położenie geograficzne wpłynęły na rozwój osadnictwa i uprawy roli. Najstarsza wzmianka o olejarni w Głubczycach pochodzi z 1448. Wytłaczarnie oleju zorganizowane były w zróżnicowany sposób. Część (większych) była samodzielna, część powiązana była z młynami, a jeszcze mniejsze stanowiły element gospodarstw indywidualnych. Pracowały one na lokalne potrzeby, produkując przede wszystkim olej lniany tłoczony na zimno, co było spowodowane powszechną uprawą lnu na tych terenach (rozwinięte tkactwo). We wsi Rozumice w 1936 istniały jeszcze dwie wytłaczarnie oleju zorganizowane w zagrodach chłopskich. W połowie XX wieku upowszechniła się w rejonie Głubczyc uprawa rzepaku, która szybko wyparła len (wcześniej upadły też lokalne roszarnie). Technika tłoczenia na zimno utrzymała się nadal, co powoduje, że oleje głubczyckie są bogate w witaminy i lecytyny.

## Charakterystyka
Smak oleju jest wyraźny, przyjemny, aromatyczny, łagodny, bez obcych posmaków i zapachów. Płyn jest gęsty, ciemnożółty z odcieniem bursztynowym, klarowny w całej masie, bez osadu i zanieczyszczeń.

## Nagrody
Olej produkowany w Nasiedlu (Napus-Oil) na Międzynarodowych Targach Poznańskich otrzymał nagrodę Perła 2014 za najlepszy polski regionalny produkt żywnościowy. Ma ponadto dyplom z wyróżnieniem w konkursie Tradycyjny Produkt Opolszczyzny 2008 i certyfikat Jakość Tradycja.